# Rubus darssensis
Rubus darssensis är en rosväxtart som beskrevs av Heinz Siegfried Henker och Kiesew.. Rubus darssensis ingår i släktet rubusar, och familjen rosväxter. Inga underarter finns listade i Catalogue of Life.